# ZZ en de Maskers
ZZ en de Maskers was een Nederlandse beatband uit de jaren zestig afkomstig uit Amsterdam. De zanger en oprichter van de muziekgroep was Bob Bouber. Optredens werden gekenmerkt door de Zorromaskers die de groepsleden droegen. De groep wordt beschouwd als een van de pioniers in de Nederlandse popcultuur.

## Geschiedenis
De band ontstond eind 1962 toen de Apron Strings reageerden op een advertentie voor een begeleidingsgroep van Bob Bouber, de artiestennaam van Boris Blom. Bouber, alias ZZ, bedacht het concept ZZ & De Maskers, waarbij eerst alle bandleden en later alleen de instrumentalisten met Zorromaskers optraden.
De groep maakte aanvankelijk Nederlandstalige rock met nummers als Dracula, Ik heb genoeg van jou en Trek het je niet aan. Daarnaast werden er instrumentale nummers uitgebracht. Jan de Hont was de solist op deze nummers, waarvan La Comparsa het bekendste is. Later richtte men zich meer op rhythm-and-blues.
Geïnspireerd door de Britse beatmuziek nam de groep vanaf het begin ook Engelstalige nummers op, zoals Sloppin' in Las Vegas en de cover Cheat, cheat, cheat.
In de zomer van 1964 traden ZZ & De Maskers gedurende drie maanden met succes op in Palais de Danse in Scheveningen. In 1965 werd er een single uitgebracht met Chubby Checker: Stoppin' in Las Vegas, een aangepaste versie van Sloppin' in Las Vegas. Bij Cameo-Parkway verscheen als B-kant daarvan het door Chubby Checker in het Nederlands gezongen Cato from Volendam, hun versie van het vooral door Wim Sonneveld bekend geworden Katootje. Het verscheen ook als A-kant bij Artone (met She's Got My Heart op de achterkant).
Daarna vertrok de groep naar Engeland. Na enkele optredens in Londen, werd vervolgens drie weken opgetreden in het Workingmen's Clubs-circuit in de omgeving van Manchester. De Engelse beatscene liep echter niet erg warm voor de naar Engelse begrippen wat achterhaalde stijl van ZZ & De Maskers. Ook een optreden voor Granada Television kreeg weinig respons. De optredens werden over het algemeen met instemming ontvangen, maar van een succes zoals in Nederland was geen sprake. Dat alles deed de onderlinge sfeer in de groep, toch al gespannen door oplopende meningsverschillen tussen Jan de Hont en Bob Bouber, geen goed.
Na terugkomst in Nederland ontving de band een Edison voor Ik heb genoeg van jou. Tijdens het al geplande tweede zomeroptreden (1965) in Palais de Dance, verliet Bouber de band. In 1966 kwamen ZZ & De Maskers nog eenmaal voltallig bij elkaar in het Haagse Congresgebouw voor een optreden met Ik heb genoeg van jou bij de uitreiking van de Edison.

## Voortzetting alsDe Maskers

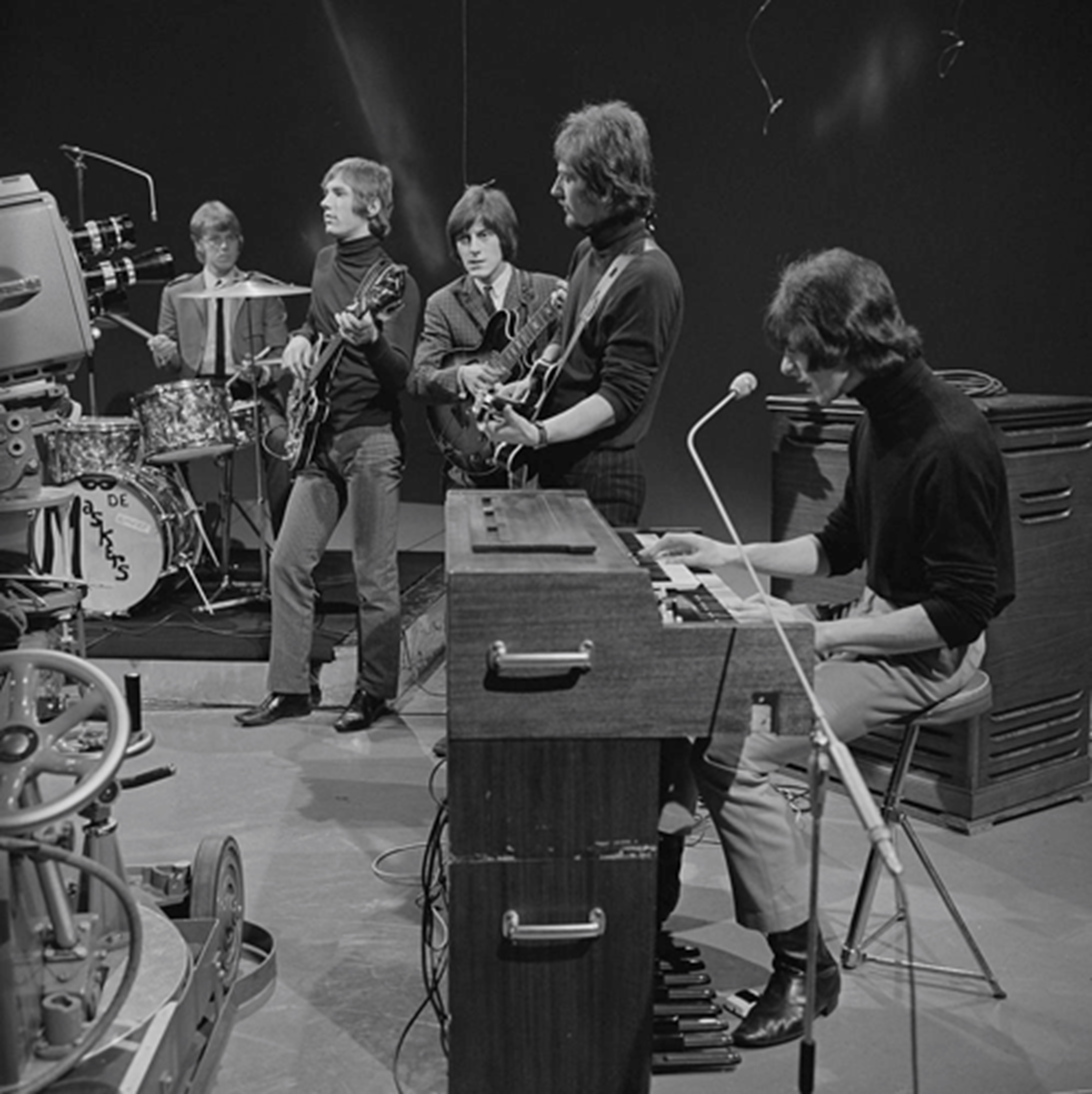
De Maskers (Fanclub, 1966)

Na het uiteengaan werd overeengekomen dat de band zonder Bouber zou doorgaan als De Maskers. Ze hadden enig succes met singles als Brand New Cadillac en Three's a crowd. In 1968 begon het succes terug te lopen en werd Johnny Kendall de zanger. Eind jaren zestig verliet ook Jan de Hont de groep. De groep bleef nog enkele jaren actief als nachtcluborkest.
Jaap de Groot begon een solocarrière als Mike Rondell en werd later radiopresentator bij de NCRV, terwijl Ador Otting en gitarist Jan de Hont verdergingen met de groep September. Bouber zette zijn carrière voort als soloartiest, impresario en acteur.
In de jaren tachtig volgde een bescheiden comeback. De Maskers speelden op initiatief van Jan de Hont en Ador Otting op diverse jaren-zestigfestivals, waarbij niet alle bandleden meededen. In 1986 werd het album You Only Live Twice opgenomen en de single Dreamlover uitgebracht. Een doorslaand succes was de comeback niet. De band trad tussen 2000 en 2004 nog op met de gebroeders De Hont en Jaap de Groot in de gelederen. Ador Otting was inmiddels in 1997 overleden.

## Betekenis
Volgens de Muziekencyclopedie van Beeld en Geluid was ZZ & De Maskers een pionier in de Nederlandse popcultuur. Ze introduceerden de langhaarmode en werkten als eersten met een lichtshow. Ook het gebruik van audiofeedback door Jan de Hont was in Nederland nieuw.

## Bezetting
Bezetting in de jaren zestig:
- Bob Bouber, alias ZZ - zang
- Alewijn Dekker - drums
- Jaap de Groot - gitaar
- Hans de Hont - basgitaar
- Jan de Hont - gitaar
- Ador Otting (pseud. van Jan Otting) - toetsinstrumenten

## Discografie

### Albums
| Album met eventuele hitnotering(en) in de Nederlandse Album Top 100 | Datum van verschijnen | Datum van binnenkomst | Hoogste positie | Aantal weken | Opmerkingen   |
| ------------------------------------------------------------------- | --------------------- | --------------------- | --------------- | ------------ | ------------- |
| The Golden Years of Dutch Pop Music                                 | 2015                  | 4 april 2015          | 87              | 2            | Verzamelalbum |

### Singles
| Single met eventuele hitnotering(en) in de Nederlandse Top 40 | Datum van verschijnen | Datum van binnenkomst | Hoogste positie | Aantal weken | Opmerkingen                                                                     |
| ------------------------------------------------------------- | --------------------- | --------------------- | --------------- | ------------ | ------------------------------------------------------------------------------- |
| Ik heb genoeg van jou                                         | 1964                  | 2 januari 1965        | 20              | 6            |                                                                                 |
| Stoppin' in Las Vegas                                         | 1965                  | 27 maart 1965         | 28              | 5            | met Chubby Checker                                                              |
| Cato from Rotterdam                                           | 1965                  |                       |                 |              | met Chubby Checker B-kant van vorig nummer bij Cameo-Parkway, A-kant bij Artone |
| Goldfinger                                                    | 1965                  | 24 april 1965         | 5               | 15           |                                                                                 |
| Brand New Cadillac                                            | 1965                  | 9 oktober 1965        | 15              | 18           | als de Maskers nr. 18 in Single Top 100                                         |
| Baby Baby Balla Balla                                         | 1965                  | 27 november 1965      | 17              | 13           | met Chubby Checker nr. 18 in Single Top 100                                     |
| Three's a Crowd                                               | 1966                  | 2 april 1966          | 37              | 1            | als de Maskers                                                                  |
| Come on Boy Join the Army                                     | 1966                  | 19 november 1966      | 40              | 1            | als de Maskers                                                                  |

### NPO Radio 2 Top 2000
| Nummers met noteringen in de NPO Radio 2 Top 2000 | '99  | '00 | '01  | '02  | '03  | '04  | '05  | '06  | '07  | '08  | '09 | '10  | '11  | '12  | '13  | '14  | '15  |
| ------------------------------------------------- | ---- | --- | ---- | ---- | ---- | ---- | ---- | ---- | ---- | ---- | --- | ---- | ---- | ---- | ---- | ---- | ---- |
| Ik heb genoeg van jou                             | 1241 | -   | 1393 | 1546 | 1242 | 1231 | 1102 | 1432 | 1205 | 1276 | -   | -    | -    | -    | -    | -    | -    |
| La comparsa                                       | -    | 631 | 708  | 854  | 525  | 572  | 547  | 578  | 529  | 561  | -   | 1146 | 1339 | 1666 | 1757 | 1340 | 1437 |

1. ↑  Een '-' betekent dat het nummer niet was genoteerd en een vetgedrukt getal geeft de hoogste notering van een nummer aan.
2. ↑  Deze tabel is bijgewerkt tot en met de laatste editie (2024).

## Voetnoten
1. ↑  Nederlandse beatgroep terug uit Engeland, Limburgs Dagblad, 2 juli 1965
2. ↑  Zie: Muziekencyclopedie van Beeld en Geluid, s.v. ZZ en De Maskers (geraadpleegd 10 oktober 2014).